# Crassocephalum gracile
Crassocephalum gracile là một loài thực vật có hoa trong họ Cúc. Loài này được (Hook.f. ex Hook.f.) Milne-Redh. ex Guinea mô tả khoa học đầu tiên năm 1951.